# Nakadžima E2N
Nakadžima E2N byl japonský námořní průzkumný letoun užívaný v období mezi světovými válkami. Jednalo se o jednomotorový dvoumístný plovákový jedenapůlplošník.

## Vznik a vývoj
Typ E2N byl vyvinut v polovině 20. let 20. století pro Japonské císařské námořnictvo jako plovákový pozorovací letoun krátkého doletu, schopný startu za pomoci katapultu z palub jeho bitevních lodí a křižníků. Šlo o dvouplovákový jedenapůlplošník dřevěné konstrukce, s dvoučlennou osádkou v otevřených kokpitech tandemového uspořádání, a se sklopnými křídly. Dvouplošné uspořádání poskytlo lepší výhled směrem dolů než jednoplošníky navrhované konstruktéry společnosti Aiči a arzenálu v Jokosuce, a typ byl vybrán k zavedení do služby, čímž se stal prvním sériově vyráběným palubním průzkumným letounem plně domácí japonské konstrukce.

## Operační historie
E2N byl do služby u námořnictva zaveden pod označením průzkumný hydroplán typu 15 (japonsky 一五式水上偵察機). Mezi lety 1927 až 1929 bylo u společností Nakadžima a Kawaniši vyrobeno celkem 80 kusů, z nichž dva byly zakoupeny pro civilní službu při dohledu nad rybolovem. Stroje užívané námořnictvem byly v 30. letech staženy od prvoliniových jednotek, kde byly postupně nahrazeny typem Nakadžima E4N, a buď převedeny k cvičným úlohám, anebo prodány soukromým vlastníkům.

## Varianty
E2N1 (průzkumný hydroplán typ 15-1)
průzkumný letoun krátkého doletu
E2N2 (průzkumný hydroplán typ 15-2)
cvičná varianta s dvojím řízením

## Uživatelé
- Japonské císařství
  - Japonské císařské námořní letectvo

## Specifikace

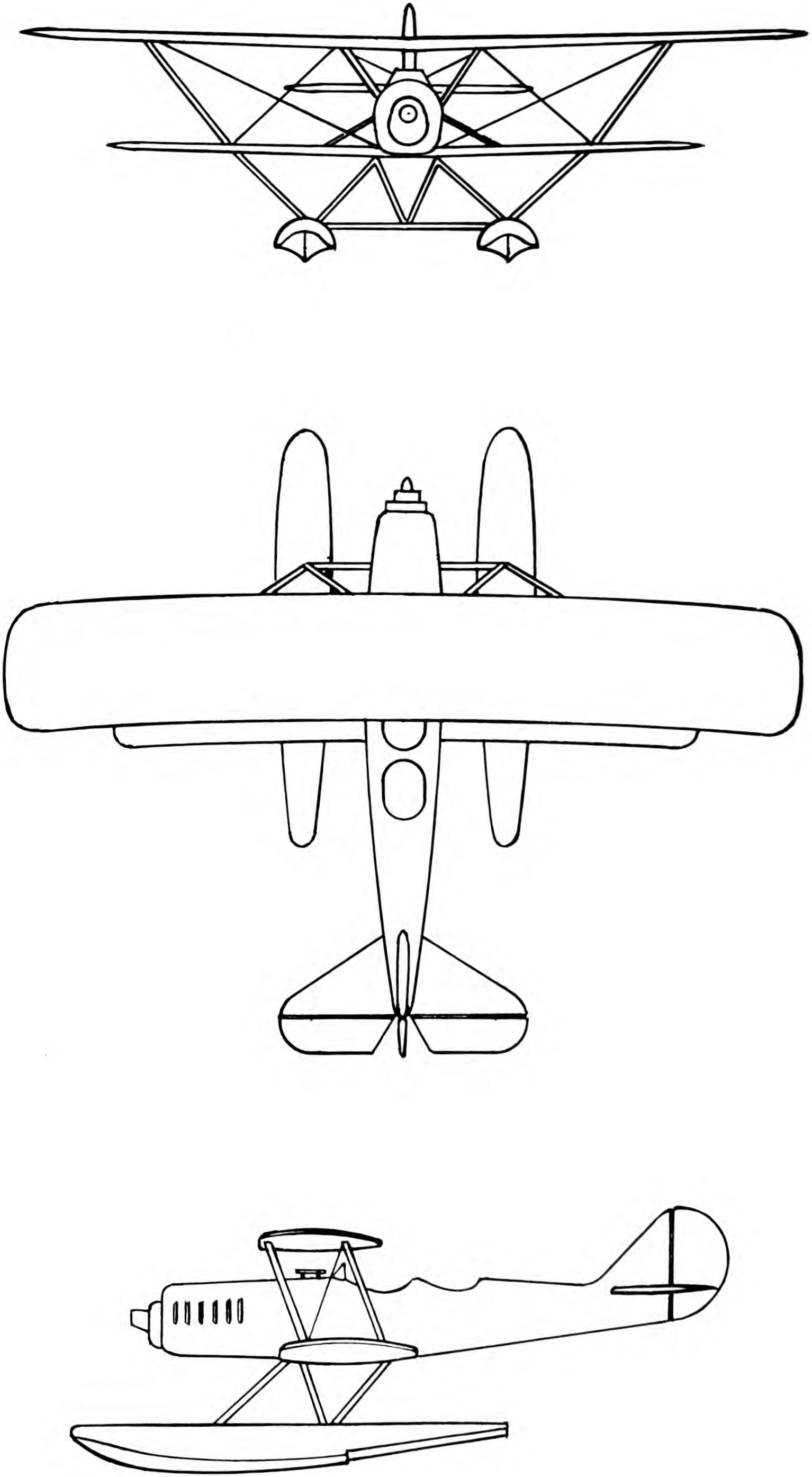
Třípohledový nákres E2N

Údaje podle

### Technické údaje
- Osádka: 2 (pilot a pozorovatel)
- Délka: 9,57 m
- Rozpětí: 13,52 m
- Nosná plocha: 44 m²
- Prázdná hmotnost: 1 409 kg
- Vzletová hmotnost: 1 950 kg
- Pohonná jednotka: 1 × vidlicový osmiválec Hispano Suiza
- Výkon pohonné jednotky: 340 hp (264 kW)

### Výkony
- Maximální rychlost: 172 km/h (93 uzlů, 107 mph)
- Výstup do 3 000 m: 31 minut 37 sekund
- Vytrvalost: 5 hodin

### Výzbroj
- 1 × pohyblivý kulomet  ráže 7,7 mm